# 紅寶石公主號
红宝石公主號（英語：Ruby Princess）是公主邮轮經營的一艘遊輪，由芬坎蒂尼集團在意大利的里雅斯特建造。2008年10月下旬正式交付給公主郵輪。2008年11月6日，它在美国佛罗里达州劳德代尔堡被命名為红宝石公主號。按总登记吨位计算，在皇家公主號投入運營之前，它是公主郵輪旗下最大的郵輪。

## 航線
红宝石公主號的母港最初位於美国洛杉矶，當時巡遊地點包括墨西哥海岸、夏威夷和加利福尼亚沿海。从2019年下半年开始，红宝石公主號的母港搬遷至澳大利亚。

## 事件
2020年3月15日，红宝石公主號停靠新西蘭霍克湾大区內皮爾。2020年3月19日，载有2700名游客和1100名船员的红宝石公主号邮轮停靠澳大利亞悉尼，2700名乘客在未经病毒检测情況下下船結束旅程。停靠前郵輪告知港口船上並未發生疫情。結果有不少乘客回家後出現不適症狀，被當地衛生部門確診為感染2019冠狀病毒病。新南威尔士警方表示將找出擅自讓邮轮停靠及让乘客下船的责任人。4月5日，新南威尔士州警方宣布，共有620位2019冠狀病毒病患者來自紅寶石公主號，其中21人死亡。4月6日，該郵輪獲准停靠肯布拉港。4月23日，该郵輪离开肯布拉港。5月7日，該郵輪抵達菲律賓馬尼拉，214名菲律賓船員下船。
2023年3月8日，美国疾病控制和预防中心表示，2月26日至3月5日期间，红宝石公主号邮轮上有284名乘客和34名船员出现呕吐和腹泻症状。公主邮轮公司表示，疾病很可能由具有诺如病毒引起。美疾控中心表示，由流行病学家和环境卫生官员组成的小组5日在加尔维斯顿展开调查。

## 外部鏈接
维基共享资源上的相關多媒體資源：Ruby Princess (ship, 2008)
- 官方网站